# エデン・カルゼヴ
エデン・カルゼヴ（ヘブライ語: עדן קארצב、2000年4月11日 - ）は、イスラエルのサッカー選手。イスラエル代表。ポジションはMF。

## 経歴
2017年8月12日にグヴィア・ハトトで途中出場し選手初出場。2018年にマッカビ・テルアビブFCから期限付き移籍したベイタル・テルアビブ・ラムラFCでイスラエル・プレミアリーグ初出場を記録した。その後、ハポエル・ハデラ、ハポエル・イロニ・キリヤット・シュモナFCに期限付き移籍しマッカビ・テルアビブに復帰した。

## 代表歴
2020年10月11日に行われたUEFAネーションズリーグ2020-21のチェコ代表戦で途中出場し代表初出場を記録した。